# Агніта
Агніта (рум. Agnita) — місто у повіті Сібіу в Румунії. Адміністративно місту підпорядковані такі села (дані про населення за 2002 рік):
- Ковеш (732 особи)
- Ружа (1165 осіб)

Місто розташоване на відстані 206 км на північний захід від Бухареста, 42 км на північний схід від Сібіу, 118 км на південний схід від Клуж-Напоки, 84 км на північний захід від Брашова.

## Населення
За даними перепису населення 2002 року у місті проживали 10 894 особи.
Національний склад населення міста:
| Національність | Кількість осіб | Відсоток |
| -------------- | -------------- | -------- |
| румуни         | 10176          | 93,4%    |
| угорці         | 342            | 3,1%     |
| цигани         | 214            | 2,0%     |
| німці          | 152            | 1,4%     |
| італійці       | 8              | 0,1%     |

Рідною мовою назвали:
| Мова       | Кількість осіб | Відсоток |
| ---------- | -------------- | -------- |
| румунська  | 10438          | 95,8%    |
| угорська   | 312            | 2,9%     |
| німецька   | 134            | 1,2%     |
| італійська | 7              | 0,1%     |
| циганська  | 1              | < 0,1%   |

Склад населення міста за віросповіданням:
| Релігія                                       | Кількість осіб | Відсоток |
| --------------------------------------------- | -------------- | -------- |
| православні                                   | 10263          | 94,2%    |
| реформати                                     | 183            | 1,7%     |
| римо-католики                                 | 142            | 1,3%     |
| лютерани (Аугсбурзького сповідання)           | 117            | 1,1%     |
| п'ятдесятники                                 | 69             | 0,6%     |
| лютерани (Синодально-пресвітеріанська церква) | 35             | 0,3%     |
| адвентисти                                    | 31             | 0,3%     |
| греко-католики                                | 12             | 0,1%     |
| бретрени                                      | 11             | 0,1%     |
| лютерани                                      | 8              | 0,1%     |
| унітарії                                      | 4              | < 0,1%   |
| баптисти                                      | 1              | < 0,1%   |
| не релігійні                                  | 1              | < 0,1%   |
| атеїсти                                       | 1              | < 0,1%   |
| не вказали релігію                            | 1              | < 0,1%   |

## Відомі особистості
В поселенні народився:
- Іоан Гурі Паску (1961 — 2016) — румунський співак, продюсер, актор і комік.

- Бернд Фабріциус (* 1965) — німецький політик і громадський діяч.

## Зовнішні посилання
- Дані про місто Агніта на сайті Ghidul Primăriilor [Архівовано 15 травня 2012 у Wayback Machine.]